# 2 Batalion Rozpoznawczy Szwoleżerów Rokitniańskich

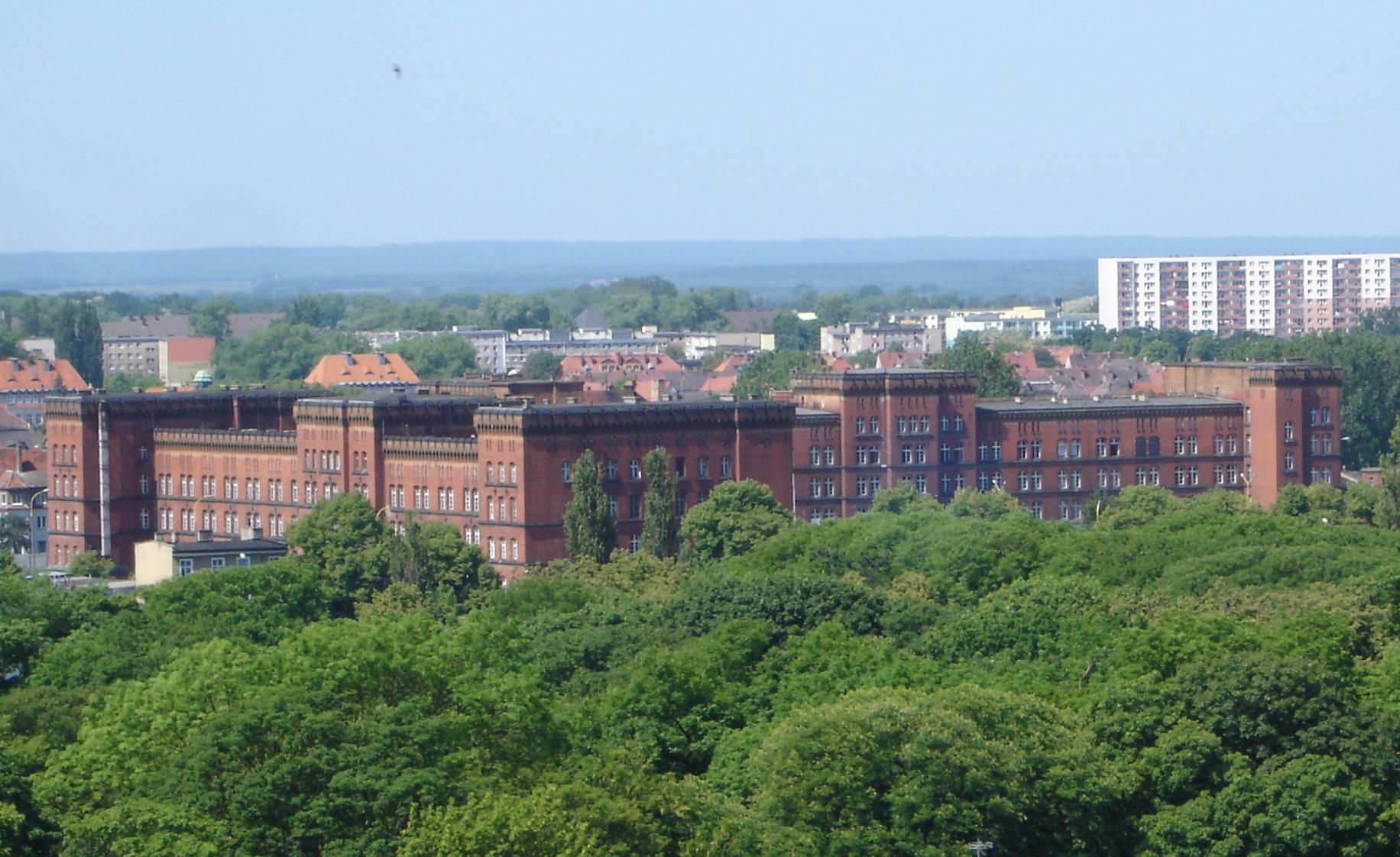
Stargard – w tym kompleksie stacjonował 2 batalion rozpoznawczy w latach 1995 - 1998

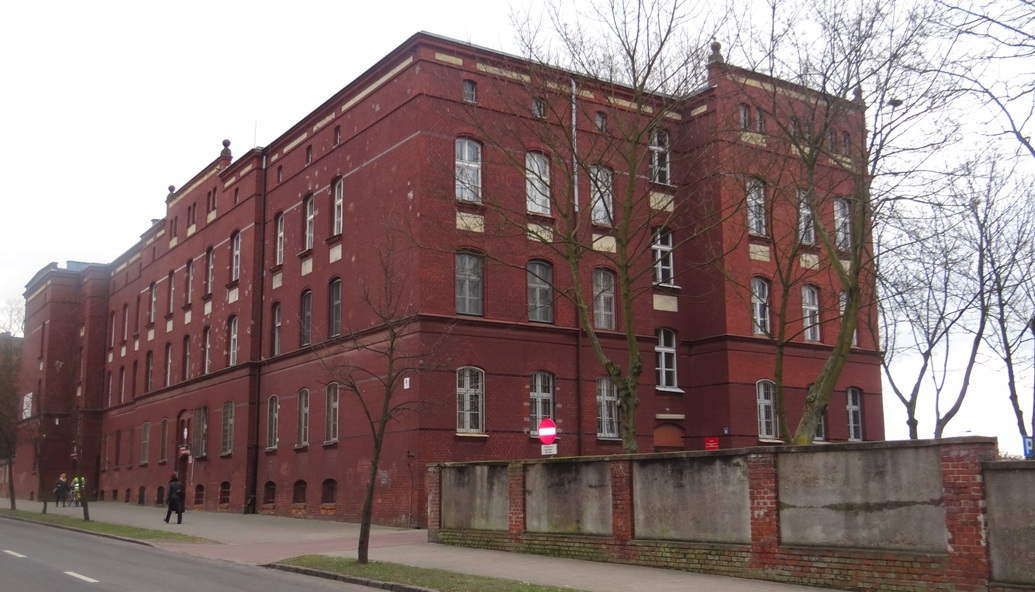
Stargard - w tym budynku stacjonował sztab 2 Batalionu Rozpoznawczego Szwoleżerów Rokitniańskich w latach 1995 - 1998

2 Batalion Rozpoznawczy Szwoleżerów Rokitniańskich – pododdział rozpoznawczy Sił Zbrojnych Rzeczypospolitej Polskiej.
Wchodził w skład 2 Pomorskiej Dywizji Zmechanizowanej. Stacjonował w Stargardzie Szczecińskim (czerwone koszary).

## Formowanie i zmiany organizacyjne
W 1989 roku jednostki 20 DPanc przejęły tradycje i numery rozformowywanej 2 Warszawskiej Dywizji Zmechanizowanej. 8 batalion rozpoznawczy w Budowie przejął numer  10 batalionu rozpoznawczego z Nysy. 
Od 1 stycznia 1995 roku batalion po raz kolejny zmienił numer, tym razem na  „2". 23 listopada 1995 roku Prezydent Rzeczypospolitej nadał batalionowi sztandar, który został wręczony 13 kwietnia 1996 roku przez wiceministra Obrony Narodowej Danutę Waniek. W 1998 roku jednostkę rozformowano.

## Struktura organizacyjna
dowództwo i sztab
- 1 kompania rozpoznawcza – na BRDM-2
- 2 kompania rozpoznawcza – na BWP-1 (jeden pluton na BWR-1K)
- 3 kompania rozpoznawcza – na pojazdach Star 266 (powstała po likwidacji krrel)
- kompania specjalna
  - zespół dowodzenia
  - 5 grup rozpoznawczych
  - grupa płetwonurków
  - grupa łączności
  - instruktor spadochronowy + układacz spadochronów
- kompania rozpoznania radioelektronicznego
  - GAD – Grupa Analizy Danych
    - pluton namierzania radiowego UKF (3xR-363 na pojeździe ZIŁ 137K z odbiornikiem UKF typu Orlenok – 1 oraz R323)
    - pluton rozpoznania radiowego (2xAROKU – 10 na pojeździe STAR-660 z Odbiornikami UKF UP3MA typu Panorama i KF typu Stoika)
    - pluton rozpoznania radiotechnicznego – jedynie w pierwszej wersji zawiązania pododdziału – wyposażony w stacje pasywne NRS na pojeździe GAZ – 69
    - pluton TRPW (technicznego rozpoznania pola walki)- od 1990r na BRDM-2 wcześniej na BRDM-1 wyposażony w przenośne stacje radiotechniczne: Filip- 1 i Filip- 2

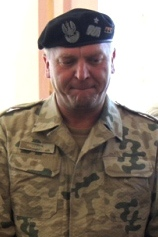
Andrzej Przekwas

- pluton łączności
- pluton zaopatrzenia
- pluton remontowy

|  |  |

## Dowódcy batalionu
- mjr dypl. Marek Gajewski – (1993-1996)
- mjr dypl. Andrzej Przekwas – (1996-1998)

## Obiekty szkoleniowe
- ośrodek szkolenia rozpoznawczego
- plac szkolenia spadochronowego
- plac szkolenia ogniowego
- plac ćwiczeń taktycznych
- hala sportowa
- plac apelowy (musztry)
- OSF
- strzelnica garnizonowa

## Przeformowania
14 kompania wywiadowcza (1945) ↘ (rozformowana) * 19 kompania zwiadu (1949–1955) → 8 batalion rozpoznawczy (1955–1961) → 19 kompania rozpoznawcza (1961–1968) → 8 batalion rozpoznawczy (1968 – 1989) → 10 batalion rozpoznawczy (1989 – 1995) → 2 batalion rozpoznawczy Szwoleżerów Rokitniańskich (1995 – 1998)